# Huszonnégyökrös-hegy
A Huszonnégyökrös-hegy a Budai-hegységben lévő Csíki-hegyek utolsó (délnyugati) nyúlványa, 288 méter magas, egy sziklacsoporttal törik le a tövében kanyargó Budakeszi-árok völgye felé. Budaörshöz tartozik.

## Leírása

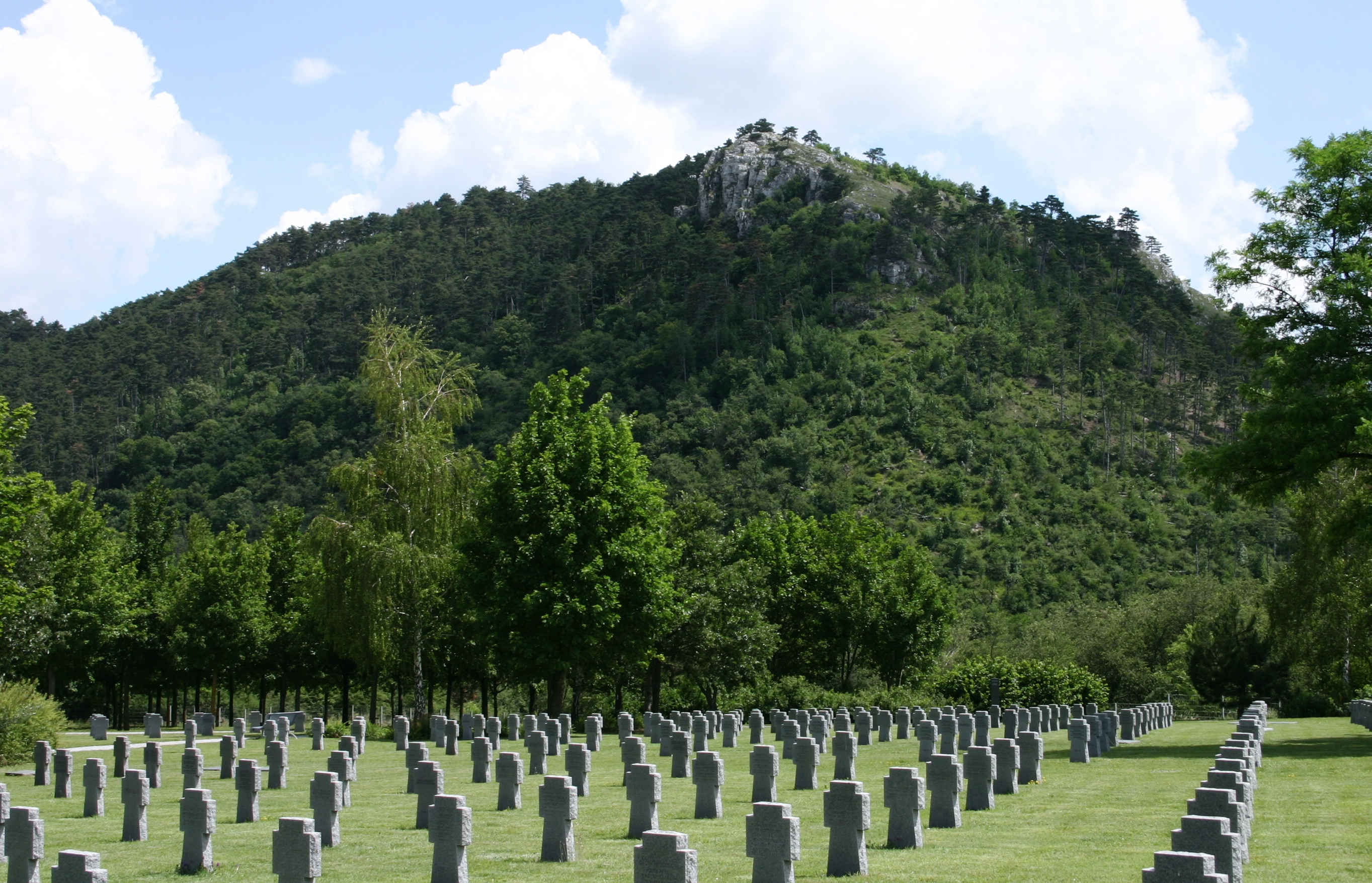
A Német-Magyar Katonai Temetővel az előtérben

Nevének eredetére Thirring Gusztáv szerint két legenda is kialakult, az egyik szerint egy kövér mészáros fogadott 24 ökörben, hogy egyvégtében fel tud futni a domb lábától a csúcsig. A fogadást megnyerte, ám felérve meghalt. A másik szerint a törökök 24 ökörrel húzták fel a tetejére az ágyúkat.
A domb alatt feküdt egykoron Csíkipuszta, majd lőtér létesült, ami miatt a sokáig tilos volt rá felmenni. Ma már sárga jelzés vezet fel a csúcsára, amelyről szép kilátás nyílik a Budaörsi és Budakeszi medencére.